# Художній ліцей при Львівській національній академії мистецтв
Львівський художній ліцей при Львівській національній академії мистецтв — загальноосвітній навчальний заклад III ступеня, розташований на вулиця Хотинській, 6 у Львові. Метою ліцею є виявлення обдарованих дітей у галузі образотворчого мистецтва, а також сприяння реалізації творчих здібностей.

## Історія
Комплекс з двох триповерхових будівель споруджений архітектурно-будівельним бюро Івана Левинського у 1907—1908 роках на вулиці Хоцімській, 4, 6 (нинішня вулиця Хотинська). Будівництво завершене 13 серпня 1908 року. Того ж року у новий будинок переїхала IX гуманітарна гімназія імені Яна Кохановського. Це була типова польська чоловіча гімназія. У ній викладали всі основні предмети: математику, фізику, хімію, історію, музику, естетику, природознавство, географію, латину, польську, німецьку, французьку мови, основи римо-католицької релігії та «релігію Мойсеєву». Значну увагу приділяли фізичному вихованню учнів.
Більшість учнів становили поляки та євреї, а українців було небагато, близько 5%. Переважно в гімназії навчалися діти державних службовців та дрібних підприємців. Дітей робітників та селян було небагато. Частина учнів доїжджала до школи з передмість Львова та найближчих містечок. У гімназії працювали драматичний та краєзнавчий гуртки, а також низка спортивних секцій. 
Директором гімназії у 1930-х роках був Володзімеж Бурштинський. У міжвоєнний період в гімназії імені Яна Кохановського навчалися відомий польський футбольний тренер Казімеж Гурський, видатні математики Владислав Лянце та Марко Вішік, один із найкращих хормейстерів Львова Ярослав Яновський, батько українського композитора Богдана Янівського. 
У вересні 1939 року вибухнула друга світова війна. Львів окупований радянськими військами. Того ж року гімназію було закрито. 1940 року будинок під № 6 став житловим, а у будинку під № 4 запрацювала середня школа № 15 з російською мовою викладання. 1941 року через вибух німецько-радянської війни Львів опинився під німецькою окупацією. У 1941—1944 роках в приміщенні школи, ймовірно, розташовувався німецький військовий шпиталь. У липні 1944 року до міста вступили радянські війська.
1945 року відновила роботу середня школа № 15 з російською мовою викладання, де до 1953 року навчалися лише хлопці. 1975 року школу реорганізовано. Номер школи було передано новозбудованій школі на вулиці Патона, 7, а дітей переведено до середньої школи № 18 з російською мовою навчання (нині — Львівська українська гуманітарна гімназія імені Олени Степанів з поглибленим вивченням українознавства та англійської мови), що на тодішній вул. Ленінградській (нині — вул. Олени Степанівни), 13. У приміщення на вулиці Хотинській переведено з вул. Чернівецької середню загальноосвітню школу № 59.
З нагоди відзначення 100-літнього ювілею від дня відкриття школи, у 2008 році на будівлі ліцею відкрито пам'ятну таблицю. 
25 червня 2010 року депутати Львівської міської ради ухвалили рішення щодо реорганізації загальноосвітньої школи № 59 м. Львова у Львівський художній ліцей при Львівській національній академії мистецтв. Це пов'язано з тим, що впродовж 2000-х років у школі спостерігалася тенденція до зменшення кількості учнів. У 2009—2010 роках не було здійснено набори у п'яті класи. На той час тут працювало 6 класів, де навчалося 106 учнів та працював персонал з 36 працівників. У вересні 2010 року новостворений навчальний заклад відчинив свої двері. На базі ліцею з 1 жовтня запрацювало підготовче відділення Академії мистецтв. Всі мистецькі дисципліни в ліцеї читають викладачі академії, вони ж проводять майстер-класи. В викладають наступні дисципліни — рисунок, живопис, основи композиції, художня культура, комп'ютерний дизайн.
Наприкінці травня 2017 року у Львові за участю керівництва міністерства молоді та спорту України та міністерства туризму і спорту Польщі відкрито меморіальну таблицю славній постаті в історії львівського футболу, видатному польському тренерові Казімежу Гурському, встановлену на фасаді львівського художнього ліцею.
Нині в ліцеї навчається 149 учнів та працює персонал з 20 працівників.

## Керівництво
Від 1998 року директором школи, а після заснування ліцею у 2010 році та протягом 2010—2021 років директором ліцею була Смерека-Малик Оксана Степанівна. Протягом вересня листопада 2021 року — Левкович Оксана Богданівна, від 1 листопада 2021 року — Жишкович Христина-Анна Володимирівна.

## Відомі випускники
В гімназії імені Яна Кохановського навчалися:
- Марко Вішік (1921—2012) — радянський та російський математик.
- Казімеж Гурський (1921—2006) — польський футболіст, тренер і футбольний функціонер. За підсумками голосування найавторитетнішого тижневика «Piłka Nożna» отримав нагороду у категорії «Найкращий польський тренер XX століття». У 1991—1995 роках був президентом Польського Футбольного Союзу.
- Владислав Лянце (1920—2007} — львівський математик, професор Львівського державного університету імені Івана Франка.